# Peire d'Alvernha
Peire d'Alvernha, Peire d’Alvernhe, Peire d’Alvergne, Peire d'Auvergne o Pierre d’Auvergne fue un trovador occitano nacido hacia 1130 y fallecido hacia 1190, activo desde 1149 a 1170, del cual han subsistido entre 21 y 24 composiciones.

## Biografía
Muy poco se ha averiguado sobre él, y procede sobre todo de la Vida de Peire d'Alvernha. Era hijo de un burgués de la diócesis de Clermont y según Bernart Martí abandonó el hábito religioso, aunque eso no se menciona en la Vida. Tuvo por maestro al famoso trovador Marcabrú y se inscribe en la llamada escuela del trobar clus o hermético; viajó por España y estuvo al servicio de la corte castellana del rey Alfonso VIII y su hijo Sancho III entre 1149 y 1168, alcanzando tanta fama como trovador que siglo y medio después es el primero de ellos que cita por su nombre Dante Alighieri en su Divina Comedia’; la Vida indica que fue tenido por el mejor trovador hasta la llegada de Giraut de Bornelh. Dedicó a Sancho III "Bel m'es, quan la roza floris", donde lo incita a luchar contra los moros siguiendo el ejemplo de su padre. Más tarde estuvo en la corte de Alfonso II de Aragón, según Martí de Riquer.
Entre los años cuarenta y sesenta del siglo XII compuso cansós, una tensó cruzada con Bernart de Ventadorn, poemas líricos y un sirventés contra varios poetas compuesto en 1170 durante el viaje que Alfonso VIII hizo a Burdeos para recibir a su futura esposa Leonor Plantagenet; de la parte musical solo se han conservado dos partituras que demuestran su excelencia como compositor.